# Lista de ministros dos Negócios Estrangeiros de Portugal

Bandeira do Ministro dos Negócios Estrangeiros de Portugal.

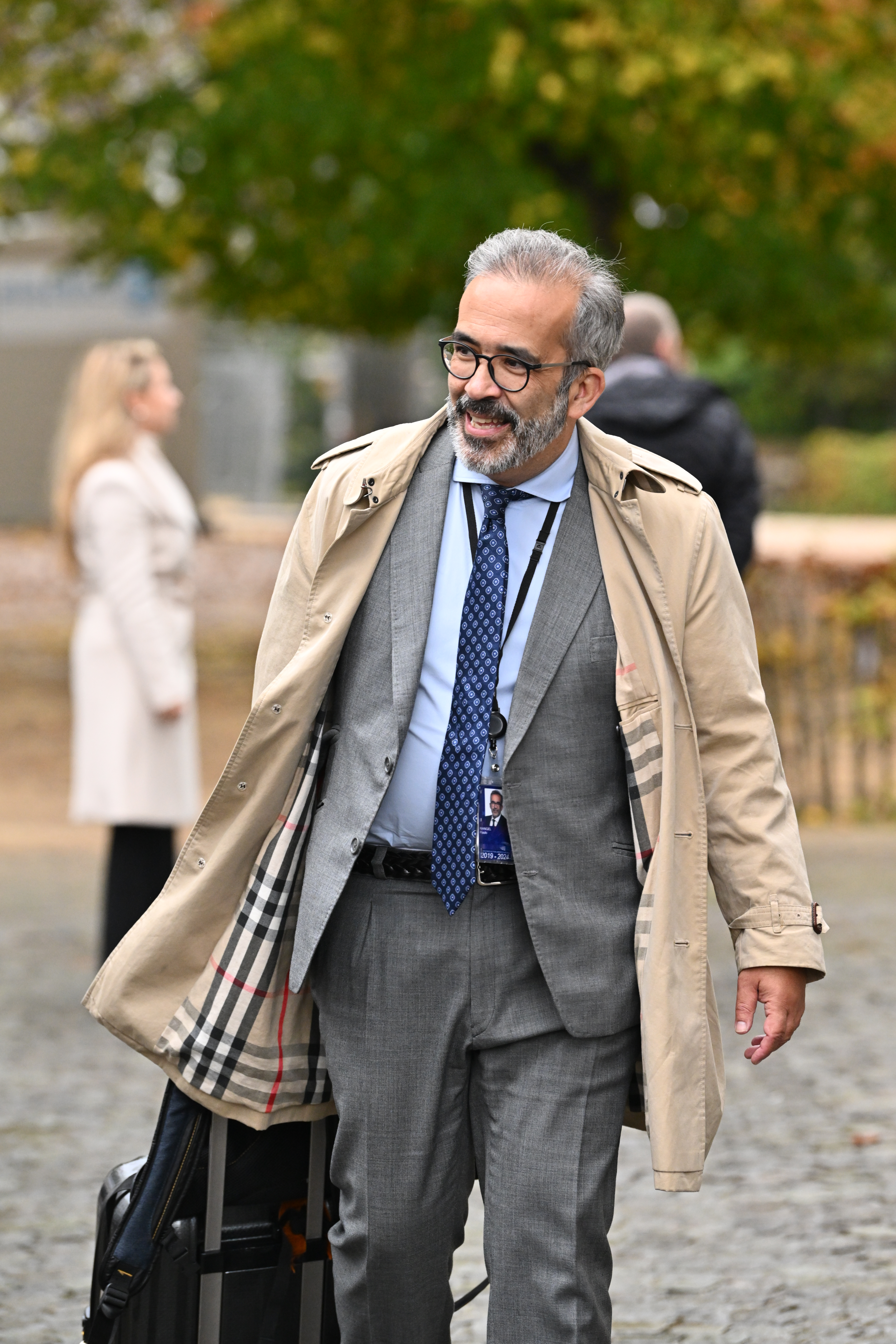
Paulo Rangel, atual ministro de Estado e dos Negócios Estrangeiros.

Esta é uma lista de ministros dos Negócios Estrangeiros de Portugal, entre o início do Governo de D. Miguel, a 26 de fevereiro de 1828, e a atualidade. A lista cobre o Miguelismo (1828–1834), a Monarquia Constitucional (1830–1910), a Primeira República (1910–1926), o período ditatorial da Ditadura Militar, Ditadura Nacional e Estado Novo (1926–1974) e o atual período democrático (1974–atualidade).

## Designação
Entre 1828 e o presente, o atual cargo de ministro dos Negócios Estrangeiros teve as seguintes designações: 
- Ministro e Secretário de Estado dos Negócios Estrangeiros e, mais tarde, Ministro dos Negócios Estrangeiros — designação (ou designações) usadas entre 26 de fevereiro de 1828 e 5 de outubro de 1910;
- Ministro dos Negócios Estrangeiros — designação usada entre 5 de outubro de 1910 e 15 de maio de 1918;
- Secretário de Estado dos Negócios Estrangeiros — designação usada entre 15 de maio de 1918 e 16 de dezembro de 1918;
- Ministro dos Negócios Estrangeiros — designação usada entre 16 de dezembro de 1918 e 6 de abril de 2002;
- Ministro dos Negócios Estrangeiros e das Comunidades Portuguesas — designação usada entre 6 de abril de 2002 e 12 de março de 2005;
- Ministro de Estado e dos Negócios Estrangeiros — designação usada entre 12 de março de 2005 e 26 de novembro de 2015;
- Ministro dos Negócios Estrangeiros — designação usada entre 26 de novembro de 2015 e 26 de outubro de 2019;
- Ministro de Estado e dos Negócios Estrangeiros — designação usada entre 26 de outubro de 2019 e 30 de março de 2022.
- Ministro dos Negócios Estrangeiros — designação entre 30 de março de 2022 e 2 de abril de 2024;
- Ministro de Estado e dos Negócios Estrangeiros — designação usada entre 2 de abril de 2024 até a atualidade.

## Numeração
Para efeitos de contagem, regra geral, não contam os ministros interinos em substituição de um ministro vivo e em funções. Já nos casos em que o cargo é ocupado interinamente, mas não havendo um ministro efetivamente em funções, o ministro interino conta para a numeração. Os casos em que o ministro não chega a tomar posse não são contabilizados. Os períodos em que o cargo foi ocupado por órgãos coletivos também não contam na numeração desta lista.
São contabilizados os períodos em que o ministro esteve no cargo ininterruptamente, não contando se este serve mais do que um mandato, e não contando ministros provisórios durante os respetivos mandatos. Ministros que sirvam em períodos distintos são, obviamente, distinguidos numericamente. Nos casos do visconde de Sá da Bandeira e de João de Melo Barreto, cujos mandatos são interrompidos pelos do não empossado marquês de Valença e do não empossado e interino Francisco Fernandes Costa, sendo novamente reconduzidos no cargo, contam apenas como uma passagem pelo ministério.
A contagem para o período do Miguelismo é feita separadamente por haver coexistência com os ministros da Regência na Ilha Terceira.

## Lista
Legenda de cores
(para partidos e correntes políticas)
| Governo de D. Miguel (1828–1834)         | |                              |                                                       |                                                       |                            |                                                                                       |
| #                                        | Ministro e secretário de Estado dos Negócios Estrangeiros (Nascimento–Morte) | Retrato                      | Início do mandato                                     | Fim do mandato                                        | Governo                    | Governo                                                                               |
| 1                                        | D. José Luís de Sousa Botelho Mourão e Vasconcelos, Conde de Vila Real (interino até 3 de março) (1785–1855) |                              | 26 de fevereiro de 1828                               | 13 de março de 1828                                   |                            | I Cadaval                                                                             |
| 2                                        | Manuel Francisco de Barros e Sousa de Mesquita de Macedo Leitão e Carvalhosa, Visconde de Santarém (1791–1856) |                              | 13 de março de 1828                                   | 5 de setembro de 1828                                 |                            | I Cadaval                                                                             |
| 2                                        | Manuel Francisco de Barros e Sousa de Mesquita de Macedo Leitão e Carvalhosa, Visconde de Santarém (1791–1856) | II                           | 13 de março de 1828                                   | 5 de setembro de 1828                                 |                            |                                                                                       |
| 2                                        | Manuel Francisco de Barros e Sousa de Mesquita de Macedo Leitão e Carvalhosa, Visconde de Santarém (1791–1856) | III                          | 13 de março de 1828                                   | 5 de setembro de 1828                                 |                            |                                                                                       |
| –                                        | António José de Melo Silva César e Meneses, Conde de São Lourenço (interino) (1794–1863) |                              | 5 de setembro de 1828                                 | Outubro de 1833                                       |                            |                                                                                       |
| –                                        | Francisco José Vieira (interino) (n/d–n/d) |                              | Outubro de 1833                                       | Março de 1834                                         |                            |                                                                                       |
| –                                        | António José Guião (interino) (n/d–1836) |                              | Março de 1834                                         | Abril de 1834                                         |                            |                                                                                       |
| 3                                        | Francisco José Vieira (n/d–n/d) |                              | Abril de 1834                                         | 26 de maio de 1834                                    |                            |                                                                                       |
| Regência de D. Pedro (1830–1834)         | |                              |                                                       |                                                       |                            |                                                                                       |
| #                                        | Ministro e secretário de Estado dos Negócios Estrangeiros (Nascimento–Morte) | Retrato                      | Início do mandato                                     | Fim do mandato                                        | Governo                    | Governo                                                                               |
| 1                                        | Luís da Silva Mouzinho de Albuquerque (1792–1846) |                              | 15 de março de 1830                                   | 14 de janeiro de 1831                                 |                            | Gov. Reg.                                                                             |
| –                                        | António José de Melo Breyner Teles da Silva, Conde de Ficalho (interino) (1806–1893) |                              | 14 de janeiro de 1831                                 | 2 de julho de 1831                                    |                            | Gov. Reg.                                                                             |
| 2                                        | José António Ferreira Brak-Lamy (1780–1847) |                              | 2 de julho de 1831                                    | 10 de outubro de 1831                                 |                            | Gov. Reg.                                                                             |
| 3                                        | Joaquim de Sousa Quevedo Pizarro (1777–1838) |                              | 10 de outubro de 1831                                 | 3 de março de 1832                                    |                            | Gov. Reg.                                                                             |
| 4                                        | D. Pedro de Sousa Holstein, Marquês de Palmela (1781–1850) |                              | 3 de março de 1832                                    | 29 de julho de 1832                                   |                            | Gov. Reg.                                                                             |
| –                                        | Agostinho José Freire (interino) (1780–1836) |                              | 29 de julho de 1832                                   | 25 de setembro de 1832                                |                            | Gov. Reg.                                                                             |
| –                                        | D. Pedro de Sousa Holstein, Marquês de Palmela (continuação) (1781–1850) |                              | 25 de setembro de 1832                                | 18 de novembro de 1832                                |                            | Gov. Reg.                                                                             |
| –                                        | Agostinho José Freire (interino) (1780–1836) |                              | 18 de novembro de 1832                                | 12 de janeiro de 1833                                 |                            | Gov. Reg.                                                                             |
| 5                                        | D. Nuno José Severo de Mendoça Rolim de Moura Barreto, Marquês de Loulé e Conde de Vale de Reis (1804–1875) |                              | 12 de janeiro de 1833                                 | 26 de julho de 1833                                   |                            | Gov. Reg.                                                                             |
| 6                                        | Cândido José Xavier Dias da Silva (interino) (1769–1833) |                              | 26 de julho de 1833                                   | 15 de outubro de 1833                                 |                            | Gov. Reg.                                                                             |
| 7                                        | Agostinho José Freire (interino) (1780–1836) |                              | 15 de outubro de 1833                                 | 24 de setembro de 1834                                |                            | Gov. Reg.                                                                             |
| Monarquia Constitucional (1830–1834)     | |                              |                                                       |                                                       |                            |                                                                                       |
| #                                        | Ministro e secretário de Estado dos Negócios Estrangeiros (Nascimento–Morte) | Retrato                      | Início do mandato                                     | Fim do mandato                                        | Governo (Chefe de governo) | Governo (Chefe de governo)                                                            |
| 8                                        | D. José Luís de Sousa Botelho Mourão e Vasconcelos, Conde de Vila Real (1815–1858) |                              | 24 de setembro de 1834                                | 16 de fevereiro de 1835                               |                            | I Palmela (até 28 abr. 1835) Linhares (desde 4 mai. 1835)                             |
| 9                                        | D. Pedro de Sousa Holstein, Duque de Palmela (2.ª vez) (1781–1850) |                              | 16 de fevereiro de 1835                               | 28 de abril de 1835                                   |                            | I Palmela (até 28 abr. 1835) Linhares (desde 4 mai. 1835)                             |
| 10                                       | D. José Luís de Sousa Botelho Mourão e Vasconcelos, Conde de Vila Real (2.ª vez) (1815–1858) |                              | 28 de abril de 1835                                   | 27 de maio de 1835                                    |                            | I Palmela (até 28 abr. 1835) Linhares (desde 4 mai. 1835)                             |
| 11                                       | D. Pedro de Sousa Holstein, Duque de Palmela (3.ª vez) (1781–1850) |                              | 27 de maio de 1835                                    | 18 de novembro de 1835                                |                            | II Saldanha                                                                           |
| 11                                       | D. Pedro de Sousa Holstein, Duque de Palmela (3.ª vez) (1781–1850) | III Saldanha                 | 27 de maio de 1835                                    | 18 de novembro de 1835                                |                            |                                                                                       |
| 12                                       | D. Nuno José Severo de Mendoça Rolim de Moura Barreto, Marquês de Loulé e Conde de Vale de Reis (2.ª vez) (1804–1875) |                              | 18 de novembro de 1835                                | 20 de abril de 1836                                   |                            | IV Loureiro                                                                           |
| 13                                       | D. José Luís de Sousa Botelho Mourão e Vasconcelos, Conde de Vila Real (3.ª vez) (1815–1858) |                              | 20 de abril de 1836                                   | 10 de setembro de 1836                                |                            | V Terceira                                                                            |
| 14                                       | Bernardo de Sá Nogueira de Figueiredo, Visconde de Sá da Bandeira (interino) (1795–1876) |                              | 10 de setembro de 1836                                | 4 de novembro de 1836                                 |                            | VI Lumiares                                                                           |
| –                                        | D. José Bernardino de Portugal e Castro, Marquês de Valença e Conde de Vimioso (não empossado) (1780–1840) |                              | 4 de novembro de 1836                                 | 5 de novembro de 1836                                 |                            | G. M. Valença (não empossado)                                                         |
| –                                        | Bernardo de Sá Nogueira de Figueiredo, Visconde de Sá da Bandeira (continuação) (1795–1876) |                              | 5 de novembro de 1836                                 | 1 de junho de 1837                                    |                            | VII Sá da Bandeira                                                                    |
| 15                                       | Manuel de Castro Pereira de Mesquita Pimentel Cardoso e Sousa (1778–1863) |                              | 1 de junho de 1837                                    | 9 de novembro de 1837                                 |                            | VIII Dias de Oliveira                                                                 |
| 15                                       | Manuel de Castro Pereira de Mesquita Pimentel Cardoso e Sousa (1778–1863) | IX Sá da Bandeira            | 1 de junho de 1837                                    | 9 de novembro de 1837                                 |                            |                                                                                       |
| 16                                       | Bernardo de Sá Nogueira de Figueiredo, Visconde de Sá da Bandeira (2.ª vez) (1795–1876) |                              | 9 de novembro de 1837                                 | 18 de abril de 1839                                   |                            |                                                                                       |
| 17                                       | Rodrigo Pinto Pizarro de Almeida Carvalhais, Barão da Ribeira de Sabrosa (interino) (1788–1841) |                              | 18 de abril de 1839                                   | 26 de novembro de 1839                                |                            | X Sabrosa                                                                             |
| –                                        | Luís António de Abreu e Lima, Visconde da Carreira (não empossado) (1787–1871) |                              | 26 de novembro de 1839                                | 28 de dezembro de 1839                                |                            | XI Bonfim                                                                             |
| 18                                       | José Lúcio Travassos Valdez, Conde do Bonfim (interino) (1787–1862) |                              | 26 de novembro de 1839                                | 28 de dezembro de 1839                                |                            | XI Bonfim                                                                             |
| 19                                       | D. José Luís de Sousa Botelho Mourão e Vasconcelos, Conde de Vila Real (4.ª vez) (1815–1858) |                              | 28 de dezembro de 1839                                | 23 de junho de 1840                                   |                            | XI Bonfim                                                                             |
| 20                                       | Rodrigo da Fonseca Magalhães (interino) (1787–1858) |                              | 23 de junho de 1840                                   | 12 de março de 1841                                   |                            | XI Bonfim                                                                             |
| –                                        | Cristóvão Pedro de Morais Sarmento, Visconde de Torre de Moncorvo (não empossado) (1788–1851) |                              | 12 de março de 1841                                   | 21 de abril de 1841                                   |                            | XI Bonfim                                                                             |
| –                                        | Rodrigo da Fonseca Magalhães (continuação; interino até 9 de junho de 1841) (1787–1858) |                              | 12 de março de 1841                                   | 7 de fevereiro de 1842                                |                            | XI Bonfim                                                                             |
| –                                        | Rodrigo da Fonseca Magalhães (continuação; interino até 9 de junho de 1841) (1787–1858) | XII Aguiar                   | 12 de março de 1841                                   | 7 de fevereiro de 1842                                |                            |                                                                                       |
| 21                                       | D. Pedro de Sousa Holstein, Duque de Palmela (4.ª vez) (1781–1850) |                              | 7 de fevereiro de 1842                                | 8 de fevereiro de 1842                                |                            | XIII (G.E.) Palmela                                                                   |
| –                                        | Junta Provisória de Governo composta por: António Bernardo da Costa Cabral António Vicente de Queirós, Barão da Ponte de Santa Maria Marcelino Máximo de Azevedo e Melo António Pereira dos Reis                                                |                              | 8 de fevereiro de 1842                                | 9 de fevereiro de 1842                                |                            | ——                                                                                    |
| 22                                       | D. António José de Sousa Manuel de Meneses Severim de Noronha, Duque da Terceira e Marquês de Vila Flor (interino) (1792–1860) |                              | 9 de fevereiro de 1842                                | 23 de setembro de 1842                                |                            | XIV Terceira                                                                          |
| 23                                       | José Joaquim Gomes de Castro (1794–1878) |                              | 23 de setembro de 1842                                | 20 de maio de 1846                                    |                            | XIV Terceira                                                                          |
| –                                        | D. João Carlos Gregório Domingos Vicente Francisco de Saldanha Oliveira e Daun, Marquês de Saldanha (não empossado) (1790–1876) |                              | 20 de maio de 1846                                    | 26 de maio de 1846                                    |                            | XV Palmela                                                                            |
| 24                                       | D. António José de Sousa Manuel de Meneses Severim de Noronha, Duque da Terceira e Marquês de Vila Flor (2.ª vez; interino) (1792–1860) |                              | 20 de maio de 1846                                    | 26 de maio de 1846                                    |                            | XV Palmela                                                                            |
| 25                                       | D. Francisco de Almeida Portugal, Conde do Lavradio (1796–1870) |                              | 26 de maio de 1846                                    | 6 de outubro de 1846                                  |                            | XV Palmela                                                                            |
| –                                        | Luís António de Abreu e Lima, Visconde da Carreira (não empossado) (1787–1871) |                              | 6 de outubro de 1846                                  | 4 de novembro de 1846                                 |                            | XVI Saldanha                                                                          |
| 26                                       | D. João Carlos Gregório Domingos Vicente Francisco de Saldanha Oliveira e Daun, Marquês de Saldanha (interino) (1790–1876) |                              | 6 de outubro de 1846                                  | 4 de novembro de 1846                                 |                            | XVI Saldanha                                                                          |
| –                                        | D. Manuel Francisco Zacarias de Portugal e Castro (interino) (1787–1854) |                              | 4 de novembro de 1846                                 | 28 de abril de 1847                                   |                            | XVI Saldanha                                                                          |
| 27                                       | Ildefonso Leopoldo Bayard (1785–1856) |                              | 28 de abril de 1847                                   | 22 de agosto de 1847                                  |                            | XVI Saldanha                                                                          |
| 28                                       | Joaquim António Velez Barreiros, Barão de Nossa Senhora da Luz (1803–1865) |                              | 22 de agosto de 1847                                  | 18 de dezembro de 1847                                |                            | XVI Saldanha                                                                          |
| 29                                       | D. João Carlos Gregório Domingos Vicente Francisco de Saldanha Oliveira e Daun, Duque de Saldanha (2.ª vez) (1790–1876) |                              | 18 de dezembro de 1847                                | 29 de março de 1848                                   |                            | XVII Saldanha                                                                         |
| 30                                       | José Joaquim Gomes de Castro, Visconde de Castro (título a partir de 23 de dezembro de 1848) (2.ª vez) (1794–1878) |                              | 29 de março de 1848                                   | 3 de maio de 1849                                     |                            | XVII Saldanha                                                                         |
| –                                        | D. João Carlos Gregório Domingos Vicente Francisco de Saldanha Oliveira e Daun, Duque de Saldanha (interino) (1790–1876) |                              | 3 de maio de 1849                                     | 1 de junho de 1849                                    |                            | XVII Saldanha                                                                         |
| –                                        | José Joaquim Gomes de Castro, Visconde de Castro (2.ª vez continuação) (1794–1878) |                              | 1 de junho de 1849                                    | 18 de junho de 1849                                   |                            | XVII Saldanha                                                                         |
| 31                                       | João Gualberto de Oliveira, Conde do Tojal (1788–1852) |                              | 18 de junho de 1849                                   | 1 de maio de 1851                                     |                            | XVIII Tomar                                                                           |
| 31                                       | João Gualberto de Oliveira, Conde do Tojal (1788–1852) | XIX Terceira                 | 18 de junho de 1849                                   | 1 de maio de 1851                                     |                            |                                                                                       |
| 32                                       | Joaquim António Velez Barreiros, Barão de Nossa Senhora da Luz (2.ª vez; interino) (1803–1865) |                              | 1 de maio de 1851                                     | 22 de maio de 1851                                    |                            | XX Saldanha                                                                           |
| 33                                       | António Aloísio Jervis de Atouguia (1797–1861) |                              | 22 de maio de 1851                                    | 4 de março de 1852                                    |                            | XXI Saldanha                                                                          |
| 34                                       | João Baptista da Silva Leitão de Almeida Garrett, Visconde de Almeida Garrett (1799–1854) |                              | 4 de março de 1852                                    | 17 de agosto de 1852                                  |                            | XXI Saldanha                                                                          |
| 35                                       | António Aloísio Jervis de Atouguia, Visconde de Atouguia (interino até 31 de dezembro de 1852) (título a partir de 15 de março de 1853) (1797–1861)                                                                                             |                              | 17 de agosto de 1852                                  | 6 de junho de 1856                                    |                            | XXI Saldanha                                                                          |
| 36                                       | D. Nuno José Severo de Mendoça Rolim de Moura Barreto, Marquês de Loulé e Conde de Vale de Reis (3.ª vez) (1804–1875) |                              | 6 de junho de 1856                                    | 16 de março de 1859                                   |                            | XXII Loulé                                                                            |
| 37                                       | D. António José de Sousa Manuel de Meneses Severim de Noronha, Duque da Terceira e Marquês de Vila Flor (3.ª vez) (1792–1860) |                              | 16 de março de 1859                                   | 24 de abril de 1860                                   |                            | XXIII Terceira                                                                        |
| 38                                       | José Maria Caldeira do Casal Ribeiro (interino até 1 de maio) (1825–1896) |                              | 24 de abril de 1860                                   | 4 de julho de 1860                                    |                            | XXIII Terceira                                                                        |
| 38                                       | José Maria Caldeira do Casal Ribeiro (interino até 1 de maio) (1825–1896) | XXIV Aguiar                  | 24 de abril de 1860                                   | 4 de julho de 1860                                    |                            |                                                                                       |
| 39                                       | António José de Ávila (1807–1881) |                              | 4 de julho de 1860                                    | 21 de fevereiro de 1862                               |                            | XXV Loulé                                                                             |
| 40                                       | D. Nuno José Severo de Mendoça Rolim de Moura Barreto, Marquês de Loulé e Conde de Vale de Reis (4.ª vez) (1804–1875) |                              | 21 de fevereiro de 1862                               | 12 de setembro de 1862                                |                            | XXV Loulé                                                                             |
| –                                        | Bernardo de Sá Nogueira de Figueiredo, Visconde de Sá da Bandeira (interino) (1795–1876) |                              | 12 de setembro de 1862                                | 6 de outubro de 1862                                  |                            | XXV Loulé                                                                             |
| –                                        | D. Nuno José Severo de Mendoça Rolim de Moura Barreto, Duque de Loulé e Conde de Vale de Reis (4.ª vez continuação) (1804–1875) |                              | 6 de outubro de 1862                                  | 17 de abril de 1865                                   |                            | XXV Loulé                                                                             |
| 41                                       | António José de Ávila, Conde de Ávila (2.ª vez) (1807–1881) |                              | 17 de abril de 1865                                   | 4 de setembro de 1865                                 |                            | XXVI Sá da Bandeira                                                                   |
| 42                                       | José Joaquim Gomes de Castro, Conde de Castro (3.ª vez) (1794–1878) |                              | 4 de setembro de 1865                                 | 9 de maio de 1866                                     |                            | XXVII Aguiar                                                                          |
| 43                                       | José Maria Caldeira do Casal Ribeiro (2.ª vez) (1825–1896) |                              | 9 de maio de 1866                                     | 14 de dezembro de 1866                                |                            | XXVII Aguiar                                                                          |
| –                                        | João de Andrade Corvo (interino) (1824–1890) |                              | 14 de dezembro de 1866                                | 24 de dezembro de 1866                                |                            | XXVII Aguiar                                                                          |
| –                                        | José Maria Caldeira do Casal Ribeiro (2.ª vez continuação) (1825–1896) |                              | 24 de dezembro de 1866                                | 19 de julho de 1867                                   |                            | XXVII Aguiar                                                                          |
| –                                        | João de Andrade Corvo (interino) (1824–1890) |                              | 19 de julho de 1867                                   | 20 de agosto de 1867                                  |                            | XXVII Aguiar                                                                          |
| –                                        | José Maria Caldeira do Casal Ribeiro (2.ª vez continuação) (1825–1896) |                              | 20 de agosto de 1867                                  | 4 de janeiro de 1868                                  |                            | XXVII Aguiar                                                                          |
| 44                                       | António José de Ávila, Conde de Ávila (3.ª vez) (1807–1881) |                              | 4 de janeiro de 1868                                  | 22 de julho de 1868                                   |                            | XXVIII Ávila                                                                          |
| 45                                       | Carlos Bento da Silva (interino) (1812–1891) |                              | 22 de julho de 1868                                   | 18 de novembro de 1868                                |                            | XXIX Sá da Bandeira                                                                   |
| –                                        | Bernardo de Sá Nogueira de Figueiredo, Marquês de Sá da Bandeira (interino) (1795–1876) |                              | 18 de novembro de 1868                                | 9 de dezembro de 1868                                 |                            | XXIX Sá da Bandeira                                                                   |
| –                                        | Carlos Bento da Silva (interino; continuação) (1812–1891) |                              | 9 de dezembro de 1868                                 | 17 de dezembro de 1868                                |                            | XXIX Sá da Bandeira                                                                   |
| 46                                       | Bernardo de Sá Nogueira de Figueiredo, Marquês de Sá da Bandeira (3.ª vez; interino) (1795–1876) |                              | 17 de dezembro de 1868                                | 11 de agosto de 1869                                  |                            | XXIX Sá da Bandeira                                                                   |
| 47                                       | José da Silva Mendes Leal Júnior (1820–1886) |                              | 11 de agosto de 1869                                  | 14 de setembro de 1869                                |                            | XXX Loulé                                                                             |
| –                                        | D. Nuno José Severo de Mendoça Rolim de Moura Barreto, Duque de Loulé e Conde de Vale de Reis (interino) (1804–1875) |                              | 14 de setembro de 1869                                | 28 de outubro de 1869                                 |                            | XXX Loulé                                                                             |
| –                                        | José da Silva Mendes Leal Júnior (continuação) (1820–1886) |                              | 28 de outubro de 1869                                 | 20 de maio de 1870                                    |                            | XXX Loulé                                                                             |
| 48                                       | D. João Carlos Gregório Domingos Vicente Francisco de Saldanha Oliveira e Daun, Duque de Saldanha (3.ª vez; interino) (1790–1876) |                              | 20 de maio de 1870                                    | 29 de agosto de 1870                                  |                            | XXXI Saldanha                                                                         |
| 49                                       | António José de Ávila, Marquês de Ávila e Bolama (4.ª vez; interino) (1807–1881) |                              | 29 de agosto de 1870                                  | 12 de setembro de 1870                                |                            | XXXII Sá da Bandeira                                                                  |
| 50                                       | Carlos Bento da Silva (2.ª vez; interino) (1812–1891) |                              | 12 de setembro de 1870                                | 29 de outubro de 1870                                 |                            | XXXII Sá da Bandeira                                                                  |
| 51                                       | António José de Ávila, Marquês de Ávila e Bolama (5.ª vez; interino a partir de 9 de janeiro de 1871) (1807–1881) |                              | 29 de setembro de 1870                                | 13 de setembro de 1871                                |                            | XXXIII Ávila                                                                          |
| 52                                       | João de Andrade Corvo (1824–1890) |                              | 13 de setembro de 1871                                | 20 de agosto de 1875                                  |                            | XXXIV Fontes Pereira de Melo                                                          |
| –                                        | António de Serpa Pimentel (interino) (1825–1900) |                              | 20 de agosto de 1875                                  | 6 de setembro de 1875                                 |                            | XXXIV Fontes Pereira de Melo                                                          |
| –                                        | João de Andrade Corvo (continuação) (1824–1890) |                              | 6 de setembro de 1875                                 | 7 de agosto de 1876                                   |                            | XXXIV Fontes Pereira de Melo                                                          |
| –                                        | António de Serpa Pimentel (interino) (1825–1900) |                              | 7 de agosto de 1876                                   | 1 de setembro de 1876                                 |                            | XXXIV Fontes Pereira de Melo                                                          |
| –                                        | João de Andrade Corvo (continuação) (1824–1890) |                              | 1 de setembro de 1876                                 | 5 de março de 1877                                    |                            | XXXIV Fontes Pereira de Melo                                                          |
| 53                                       | António José de Ávila, Marquês de Ávila e Bolama (6.ª vez; interino) (1807–1881) |                              | 5 de março de 1877                                    | 29 de janeiro de 1878                                 |                            | XXXV Ávila                                                                            |
| 54                                       | João de Andrade Corvo (2.ª vez) (1824–1890) |                              | 29 de janeiro de 1878                                 | 1 de junho de 1879                                    |                            | XXXVI Fontes Pereira de Melo                                                          |
| 55                                       | Anselmo José Braamcamp de Almeida Castelo Branco (1817–1885) |                              | 1 de junho de 1879                                    | 25 de março de 1881                                   |                            | XXXVII Braamcamp                                                                      |
| –                                        | António Rodrigues Sampaio (interino (1806–1882) |                              | 25 de março de 1881                                   | 5 de abril de 1881                                    |                            | XXXVIII Rodrigues Sampaio                                                             |
| 56                                       | Miguel José Martins Dantas (interino) (1821–1910) |                              | 5 de abril de 1881                                    | 29 de abril de 1881                                   |                            | XXXVIII Rodrigues Sampaio                                                             |
| 57                                       | Ernesto Rodolfo Hintze Ribeiro (interino) (1849–1907) |                              | 29 de abril de 1881                                   | 24 de dezembro de 1881                                |                            | XXXVIII Rodrigues Sampaio                                                             |
| 57                                       | Ernesto Rodolfo Hintze Ribeiro (interino) (1849–1907) | XXXIX Fontes Pereira de Melo | 29 de abril de 1881                                   | 24 de dezembro de 1881                                |                            |                                                                                       |
| 58                                       | António de Serpa Pimentel (1825–1900) |                              | 24 de dezembro de 1881                                | 21 de maio de 1883                                    |                            | XXXIX Fontes Pereira de Melo                                                          |
| –                                        | Ernesto Rodolfo Hintze Ribeiro (interino) (1849–1907) |                              | 21 de maio de 1883                                    | 31 de maio de 1883                                    |                            | XXXIX Fontes Pereira de Melo                                                          |
| –                                        | António de Serpa Pimentel (continuação) (1825–1900) |                              | 31 de maio de 1883                                    | 1 de setembro de 1883                                 |                            | XXXIX Fontes Pereira de Melo                                                          |
| –                                        | Ernesto Rodolfo Hintze Ribeiro (interino) (1849–1907) |                              | 1 de setembro de 1883                                 | 25 de setembro de 1883                                |                            | XXXIX Fontes Pereira de Melo                                                          |
| –                                        | António de Serpa Pimentel (continuação) (1825–1900) |                              | 25 de setembro de 1883                                | 24 de outubro de 1883                                 |                            | XXXIX Fontes Pereira de Melo                                                          |
| 59                                       | José Vicente Barbosa du Bocage (1823–1907) |                              | 24 de outubro de 1883                                 | 20 de fevereiro de 1886                               |                            | XL Fontes Pereira de Melo                                                             |
| 60                                       | Henrique de Barros Gomes (1843–1898) |                              | 20 de fevereiro de 1886                               | 14 de janeiro de 1890                                 |                            | XLI J. L. Castro                                                                      |
| 61                                       | Ernesto Rodolfo Hintze Ribeiro (2.ª vez) (1849–1907) |                              | 14 de janeiro de 1890                                 | 13 de outubro de 1890                                 |                            | XLII Serpa                                                                            |
| 62                                       | José Vicente Barbosa du Bocage (2.ª vez) (1823–1907) |                              | 13 de outubro de 1890                                 | 21 de maio de 1891                                    |                            | XLIII Crisóstomo                                                                      |
| 63                                       | Joaquim Tomás Lobo de Ávila, Conde de Valbom (1822–1901) |                              | 21 de maio de 1891                                    | 17 de janeiro de 1892                                 |                            | XLIV Crisóstomo                                                                       |
| 64                                       | António de Sousa Silva Costa Lobo (1840–1913) |                              | 17 de janeiro de 1892                                 | 27 de maio de 1892                                    |                            | XLV Dias Ferreira                                                                     |
| 65                                       | D. António Frutuoso Aires de Gouveia Osório, bispo de Betsaida (1828–1916) |                              | 27 de maio de 1892                                    | 6 de julho de 1892                                    |                            | XLVI Dias Ferreira                                                                    |
| –                                        | Francisco Joaquim Ferreira do Amaral (interino) (1844–1923) |                              | 6 de julho de 1892                                    | 23 de julho de 1892                                   |                            | XLVI Dias Ferreira                                                                    |
| –                                        | D. António Frutuoso Aires de Gouveia Osório, bispo de Betsaida (continuação) (1828–1916) |                              | 23 de julho de 1892                                   | 9 de novembro de 1892                                 |                            | XLVI Dias Ferreira                                                                    |
| –                                        | Francisco Joaquim Ferreira do Amaral (interino) (1844–1923) |                              | 9 de novembro de 1892                                 | 18 de novembro de 1892                                |                            | XLVI Dias Ferreira                                                                    |
| –                                        | D. António Frutuoso Aires de Gouveia Osório, bispo de Betsaida (continuação) (1828–1916) |                              | 18 de novembro de 1892                                | 23 de dezembro de 1892                                |                            | XLVI Dias Ferreira                                                                    |
| 66                                       | Francisco Joaquim Ferreira do Amaral (interino) (1844–1923) |                              | 23 de dezembro de 1892                                | 22 de fevereiro de 1893                               |                            | XLVI Dias Ferreira                                                                    |
| 67                                       | Ernesto Rodolfo Hintze Ribeiro (3.ª vez) (1849–1907) |                              | 22 de fevereiro de 1893                               | 20 de dezembro de 1893                                |                            | XLVII Hintze Ribeiro                                                                  |
| 68                                       | Frederico de Gusmão Correia Arouca (1846–1902) |                              | 20 de dezembro de 1893                                | 14 de março de 1894                                   |                            | XLVII Hintze Ribeiro                                                                  |
| 69                                       | Ernesto Rodolfo Hintze Ribeiro (4.ª vez; interino) (1849–1907) |                              | 14 de março de 1894                                   | 1 de setembro de 1894                                 |                            | XLVII Hintze Ribeiro                                                                  |
| 70                                       | Carlos Orta Lobo de Ávila (1860–1895) |                              | 1 de setembro de 1894                                 | 9 de setembro de 1895                                 |                            | XLVII Hintze Ribeiro                                                                  |
| –                                        | Cargo vago |                              | 9 de setembro de 1895                                 | 10 de setembro de 1895                                |                            | XLVII Hintze Ribeiro                                                                  |
| 71                                       | Ernesto Rodolfo Hintze Ribeiro (5.ª vez; interino) (1849–1907) |                              | 10 de setembro de 1895                                | 20 de setembro de 1895                                |                            | XLVII Hintze Ribeiro                                                                  |
| 72                                       | Luís Maria Augusto Pinto de Soveral (1851–1922) |                              | 20 de setembro de 1895                                | 7 de fevereiro de 1897                                |                            | XLVII Hintze Ribeiro                                                                  |
| –                                        | Henrique de Barros Gomes (interino) (1843–1898) |                              | 7 de fevereiro de 1897                                | 10 de março de 1897                                   |                            | XLVIII J. L. Castro                                                                   |
| 73                                       | Matias de Carvalho e Vasconcelos (1832–1910) |                              | 10 de março de 1897                                   | 8 de novembro de 1897                                 |                            | XLVIII J. L. Castro                                                                   |
| 74                                       | Henrique de Barros Gomes (2.ª vez) (1843–1898) |                              | 8 de novembro de 1897                                 | 30 de abril de 1898                                   |                            | XLVIII J. L. Castro                                                                   |
| 75                                       | Francisco António da Veiga Beirão (interino até 18 de agosto de 1898) (1841–1916) |                              | 30 de abril de 1898                                   | 25 de junho de 1900                                   |                            | XLVIII J. L. Castro                                                                   |
| 75                                       | Francisco António da Veiga Beirão (interino até 18 de agosto de 1898) (1841–1916) | XLIX J. L. Castro            | 30 de abril de 1898                                   | 25 de junho de 1900                                   |                            |                                                                                       |
| 76                                       | João Marcelino Arroio (1861–1930) |                              | 25 de junho de 1900                                   | 1 de junho de 1901                                    |                            | L Hintze Ribeiro                                                                      |
| 77                                       | Fernando Matoso dos Santos (interino) (1849–1921) |                              | 1 de junho de 1901                                    | 28 de fevereiro de 1903                               |                            | L Hintze Ribeiro                                                                      |
| 78                                       | Venceslau de Sousa Pereira de Lima (1858–1919) |                              | 28 de fevereiro de 1903                               | 20 de outubro de 1904                                 |                            | LI Hintze Ribeiro                                                                     |
| 79                                       | António Eduardo Vilaça (1852–1914) |                              | 20 de outubro de 1904                                 | 20 de março de 1906                                   |                            | LII J. L. Castro                                                                      |
| 79                                       | António Eduardo Vilaça (1852–1914) | LIII J. L. Castro            | 20 de outubro de 1904                                 | 20 de março de 1906                                   |                            |                                                                                       |
| 80                                       | Venceslau de Sousa Pereira de Lima (2.ª vez) (1858–1919) |                              | 20 de março de 1906                                   | 19 de maio de 1906                                    |                            | LIV Hintze Ribeiro                                                                    |
| 81                                       | Luís Cipriano Coelho de Magalhães (1859–1935) |                              | 19 de maio de 1906                                    | 2 de maio de 1907                                     |                            | LV Franco                                                                             |
| 82                                       | Luciano Afonso da Silva Monteiro Aillaud (1849–1937) |                              | 2 de maio de 1907                                     | 4 de fevereiro de 1908                                |                            | LV Franco                                                                             |
| 83                                       | Venceslau de Sousa Pereira de Lima (3.ª vez) (1858–1919) |                              | 4 de fevereiro de 1908                                | 11 de abril de 1909                                   |                            | LVI Ferreira do Amaral                                                                |
| 83                                       | Venceslau de Sousa Pereira de Lima (3.ª vez) (1858–1919) | LVII Campos Henriques        | 4 de fevereiro de 1908                                | 11 de abril de 1909                                   |                            |                                                                                       |
| 84                                       | João de Alarcão Velasques Sarmento Osório (1854–1918) |                              | 11 de abril de 1909                                   | 14 de maio de 1909                                    |                            | LVIII Teles                                                                           |
| 85                                       | Carlos Roma du Bocage (1853–1918) |                              | 14 de maio de 1909                                    | 22 de dezembro de 1909                                |                            | LIX Lima                                                                              |
| 86                                       | António Eduardo Vilaça (2.ª vez) (1852–1914) |                              | 22 de dezembro de 1909                                | 26 de junho de 1910                                   |                            | LX Veiga Beirão                                                                       |
| 87                                       | José de Azevedo Castelo Branco (1852–1923) |                              | 26 de junho de 1910                                   | 5 de outubro de 1910                                  |                            | LXI Teixeira de Sousa                                                                 |
| Primeira República (1911–1926)           | |                              |                                                       |                                                       |                            |                                                                                       |
| #                                        | Ministro dos Negócios Estrangeiros (Nascimento–Morte) | Retrato                      | Início do mandato                                     | Fim do mandato                                        | Governo (Chefe de governo) | Governo (Chefe de governo)                                                            |
| Governo Provisório (1910–1911)           | |                              |                                                       |                                                       |                            |                                                                                       |
| 88                                       | Bernardino Luís Machado Guimarães (1851–1944) |                              | 5 de outubro de 1910                                  | 3 de setembro de 1911                                 |                            | Gov. Prov. (I) Braga                                                                  |
| Governos Constitucionais (1911–1917)     | |                              |                                                       |                                                       |                            |                                                                                       |
| 89                                       | João Pinheiro Chagas (interino) (1863–1925) |                              | 4 de setembro de 1911                                 | 12 de outubro de 1911                                 |                            | II Chagas                                                                             |
| 90                                       | Augusto César de Almeida de Vasconcelos Correia (1867–1951) |                              | 12 de outubro de 1911                                 | 23 de outubro de 1912                                 |                            | II Chagas                                                                             |
| 90                                       | Augusto César de Almeida de Vasconcelos Correia (1867–1951) | III Vasconcelos              | 12 de outubro de 1911                                 | 23 de outubro de 1912                                 |                            |                                                                                       |
| 90                                       | Augusto César de Almeida de Vasconcelos Correia (1867–1951) | IV Leite                     | 12 de outubro de 1911                                 | 23 de outubro de 1912                                 |                            |                                                                                       |
| –                                        | António Vicente Ferreira (interino) (1874–1953) |                              | 23 de outubro de 1912                                 | 6 de novembro de 1912                                 |                            |                                                                                       |
| –                                        | Augusto César de Almeida de Vasconcelos Correia (continuação) (1867–1951) |                              | 6 de novembro de 1912                                 | 9 de janeiro de 1913                                  |                            |                                                                                       |
| 91                                       | António Caetano Macieira Júnior (1875–1918) |                              | 9 de janeiro de 1913                                  | 11 de outubro de 1913                                 |                            | V Costa                                                                               |
| –                                        | Afonso Augusto da Costa (interino) (1871–1937) |                              | 11 de outubro de 1913                                 | 6 de novembro de 1913                                 |                            | V Costa                                                                               |
| –                                        | António Caetano Macieira Júnior (continuação) (1875–1918) |                              | 6 de novembro de 1913                                 | 9 de fevereiro de 1914                                |                            | V Costa                                                                               |
| 92                                       | Bernardino Luís Machado Guimarães (2.ª vez; interino) (1851–1944) |                              | 9 de fevereiro de 1914                                | 23 de maio de 1914                                    |                            | VI Machado                                                                            |
| 93                                       | Alfredo Augusto Freire de Andrade (1859–1929) |                              | 23 de maio de 1914                                    | 12 de dezembro de 1914                                |                            | VI Machado                                                                            |
| 93                                       | Alfredo Augusto Freire de Andrade (1859–1929) | VII Machado                  | 23 de maio de 1914                                    | 12 de dezembro de 1914                                |                            |                                                                                       |
| 94                                       | Augusto Luís Vieira Soares (1873–1954) |                              | 12 de dezembro de 1914                                | 25 de janeiro de 1915                                 |                            | VIII Azevedo Coutinho                                                                 |
| 95                                       | José Joaquim Pereira Pimenta de Castro (interino) (1846–1918) |                              | 25 de janeiro de 1915                                 | 4 de fevereiro de 1915                                |                            | IX Pimenta de Castro                                                                  |
| 96                                       | José Jerónimo Rodrigues Monteiro (1855–1931) |                              | 4 de fevereiro de 1915                                | 10 de março de 1915                                   |                            | IX Pimenta de Castro                                                                  |
| 97                                       | Teófilo José da Trindade (1856–1936) |                              | 10 de março de 1915                                   | 29 de abril de 1915                                   |                            | IX Pimenta de Castro                                                                  |
| –                                        | José Joaquim Xavier de Brito (interino) (1850–1945) |                              | 29 de abril de 1915                                   | 12 de maio de 1915                                    |                            | IX Pimenta de Castro                                                                  |
| –                                        | Teófilo José da Trindade (continuação) (1856–1936) |                              | 12 de maio de 1915                                    | 14 de maio de 1915                                    |                            | IX Pimenta de Castro                                                                  |
| –                                        | Junta Constitucional composta por: José Maria Mendes Ribeiro Norton de Matos António Maria da Silva José de Freitas Ribeiro Alfredo Ernesto de Sá Cardoso Álvaro Xavier de Castro                                                               |                              | 14 de maio de 1915                                    | 15 de maio de 1915                                    |                            | ——                                                                                    |
| –                                        | Augusto Manuel Alves da Veiga (não empossado) (1849–1924) |                              | 15 de maio de 1915                                    | 17 de maio de 1915                                    |                            | X Chagas (até 29 mai. 1915) (não empossado) J. Castro (desde 17 mai. 1915) (interino) |
| 98                                       | Francisco Teixeira de Queirós (1848–1919) |                              | 17 de maio de 1915                                    | 19 de junho de 1915                                   |                            | X Chagas (até 29 mai. 1915) (não empossado) J. Castro (desde 17 mai. 1915) (interino) |
| 99                                       | Augusto Luís Vieira Soares (2.ª vez) (1873–1954) |                              | 19 de junho de 1915                                   | 26 de outubro de 1915                                 |                            | XI J. Castro                                                                          |
| –                                        | José Maria Mendes Ribeiro Norton de Matos (interino) (1867–1955) |                              | 26 de outubro de 1915                                 | 29 de novembro de 1915                                |                            | XI J. Castro                                                                          |
| –                                        | Augusto Luís Vieira Soares (2.ª vez continuação) (1873–1954) |                              | 29 de novembro de 1915                                | 12 de junho de 1916                                   |                            | XII Costa                                                                             |
| –                                        | Augusto Luís Vieira Soares (2.ª vez continuação) (1873–1954) | XIII Almeida                 | 29 de novembro de 1915                                | 12 de junho de 1916                                   |                            |                                                                                       |
| –                                        | José Maria Mendes Ribeiro Norton de Matos (interino) (1867–1955) |                              | 12 de junho de 1916                                   | N/d                                                   |                            |                                                                                       |
| –                                        | Augusto Luís Vieira Soares (2.ª vez continuação) (1873–1954) |                              | N/d                                                   | 25 de outubro de 1917                                 |                            | XIII Almeida                                                                          |
| –                                        | Augusto Luís Vieira Soares (2.ª vez continuação) (1873–1954) | XIV Costa                    | N/d                                                   | 25 de outubro de 1917                                 |                            |                                                                                       |
| –                                        | Alexandre Braga, filho (interino) (1871–1921) |                              | 7 de outubro de 1917                                  | 25 de outubro de 1917                                 |                            |                                                                                       |
| –                                        | Augusto Luís Vieira Soares (2.ª vez continuação) (1873–1954) |                              | 25 de outubro de 1917                                 | 19 de novembro de 1917                                |                            |                                                                                       |
| –                                        | Ernesto Jardim de Vilhena (interino) (1876–1967) |                              | 19 de novembro de 1917                                | 8 de dezembro de 1917                                 |                            |                                                                                       |
| República Nova (1917–1918)               | |                              |                                                       |                                                       |                            |                                                                                       |
| –                                        | Junta Revolucionária composta por: Sidónio Bernardino Cardoso da Silva Pais (Presidente) António Maria de Azevedo Machado Santos (Vogal) José Feliciano da Costa Júnior (Vogal)                                                                 |                              | 8 de dezembro de 1917                                 | 11 de dezembro de 1917                                |                            | ——                                                                                    |
| 100                                      | Sidónio Bernardino Cardoso da Silva Pais (1872–1918) |                              | 11 de dezembro de 1917                                | 9 de maio de 1918                                     |                            | XV Pais                                                                               |
| 101                                      | Francisco Xavier Esteves (interino) (1864–1944) |                              | 9 de maio de 1918                                     | 15 de maio de 1918                                    |                            | XV Pais                                                                               |
| #                                        | Secretário de Estado dos Negócios Estrangeiros (Nascimento–Morte) | Retrato                      | Início do mandato                                     | Fim do mandato                                        | Governo (Chefe de governo) | Governo (Chefe de governo)                                                            |
| 102                                      | Joaquim do Espírito Santo Lima (1858–1928) |                              | 15 de maio de 1918                                    | 8 de outubro de 1918                                  |                            | XVI Pais (até 14 dez. 1918) Canto e Castro (desde 15 dez. 1918)                       |
| 103                                      | António Caetano de Abreu Freire Egas Moniz (1874–1955) |                              | 8 de outubro de 1918                                  | 4 de dezembro de 1918                                 |                            | XVI Pais (até 14 dez. 1918) Canto e Castro (desde 15 dez. 1918)                       |
| –                                        | João do Canto e Castro da Silva Antunes Júnior (interino) (1862–1934) |                              | 4 de dezembro de 1918                                 | 15 de dezembro de 1918                                |                            | XVI Pais (até 14 dez. 1918) Canto e Castro (desde 15 dez. 1918)                       |
| –                                        | António Caetano de Abreu Freire Egas Moniz (continuação) (1874–1955) |                              | 15 de dezembro de 1918                                | 16 de dezembro de 1918                                |                            | XVI Pais (até 14 dez. 1918) Canto e Castro (desde 15 dez. 1918)                       |
| #                                        | Ministro dos Negócios Estrangeiros (Nascimento–Morte) | Retrato                      | Início do mandato                                     | Fim do mandato                                        |                            | XVI Pais (até 14 dez. 1918) Canto e Castro (desde 15 dez. 1918)                       |
| –                                        | António Caetano de Abreu Freire Egas Moniz (continuação) (1874–1955) |                              | 16 de dezembro de 1918                                | 23 de dezembro de 1918                                |                            | XVI Pais (até 14 dez. 1918) Canto e Castro (desde 15 dez. 1918)                       |
| Governos Constitucionais (1918–1926)     | |                              |                                                       |                                                       |                            |                                                                                       |
| –                                        | João Alberto Pereira de Azevedo Neves (interino) (1877–1955) |                              | 23 de dezembro de 1918                                | 27 de janeiro de 1919                                 |                            | XVII Tamagnini Barbosa                                                                |
| –                                        | João Alberto Pereira de Azevedo Neves (interino) (1877–1955) | XVIII Tamagnini Barbosa      | 23 de dezembro de 1918                                | 27 de janeiro de 1919                                 |                            |                                                                                       |
| –                                        | Francisco Manuel Couceiro da Costa (interino) (1870–1925) |                              | 27 de janeiro de 1919                                 | 15 de fevereiro de 1919                               |                            | XIX Relvas                                                                            |
| –                                        | José Carlos de Azevedo Mascarenhas Relvas (interino) (1858–1929) |                              | 15 de fevereiro de 1919                               | data indeterminada (antes de 22 de fevereiro de 1919) |                            | XIX Relvas                                                                            |
| –                                        | Francisco Manuel Couceiro da Costa (interino; continuação) (1870–1925) |                              | data indeterminada (antes de 22 de fevereiro de 1919) | 30 de março de 1919                                   |                            | XIX Relvas                                                                            |
| 104                                      | Rodolfo Xavier da Silva Júnior (1877–1955) |                              | 30 de março de 1919                                   | 29 de junho de 1919                                   |                            | XX Pereira                                                                            |
| 105                                      | Alfredo Ernesto de Sá Cardoso (interino) (1864–1950) |                              | 29 de junho de 1919                                   | 12 de julho de 1919                                   |                            | XXI Sá Cardoso                                                                        |
| 106                                      | João Carlos de Melo Barreto (1873–1935) |                              | 12 de julho de 1919                                   | 15 de janeiro de 1920                                 |                            | XXI Sá Cardoso                                                                        |
| –                                        | Francisco José de Meneses Fernandes Costa (interino; não empossado) (1857–1925) |                              | 15 de janeiro de 1920                                 | 15 de janeiro de 1920                                 |                            | XXII Fernandes Costa (não empossado)                                                  |
| –                                        | João Carlos de Melo Barreto (reconduzido) (1873–1935) |                              | 15 de janeiro de 1920                                 | 8 de março de 1920                                    |                            | XXI Sá Cardoso                                                                        |
| –                                        | João Carlos de Melo Barreto (reconduzido) (1873–1935) | XXIII Pereira                | 15 de janeiro de 1920                                 | 8 de março de 1920                                    |                            |                                                                                       |
| 107                                      | Rodolfo Xavier da Silva Júnior (2.ª vez) (1877–1955) |                              | 8 de março de 1920                                    | 30 de abril de 1920                                   |                            | XXIV Baptista (até 6 jun. 1920) Ramos Preto (desde 6 jun. 1920)                       |
| –                                        | Vasco Borges (interino) (1882–1942) |                              | 30 de abril de 1920                                   | 11 de junho de 1920                                   |                            | XXIV Baptista (até 6 jun. 1920) Ramos Preto (desde 6 jun. 1920)                       |
| –                                        | Rodolfo Xavier da Silva Júnior (2.ª vez continuação) (1877–1955) |                              | 11 de junho de 1920                                   | 26 de junho de 1920                                   |                            | XXIV Baptista (até 6 jun. 1920) Ramos Preto (desde 6 jun. 1920)                       |
| 108                                      | Francisco António de Sampaio e Melo Correia (1877–1938) |                              | 26 de junho de 1920                                   | 19 de julho de 1920                                   |                            | XXV Silva                                                                             |
| 109                                      | João Carlos de Melo Barreto (2.ª vez) (1873–1935) |                              | 19 de julho de 1920                                   | 14 de setembro de 1920                                |                            | XXVI Granjo                                                                           |
| –                                        | Hélder Armando dos Santos Ribeiro (interino) (1883–1973) |                              | 14 de setembro de 1920                                | 14 de outubro de 1920                                 |                            | XXVI Granjo                                                                           |
| –                                        | João Carlos de Melo Barreto (2.ª vez continuação) (1873–1935) |                              | 14 de outubro de 1920                                 | 20 de novembro de 1920                                |                            | XXVI Granjo                                                                           |
| 110                                      | Domingos Leite Pereira (1882–1956) |                              | 20 de novembro de 1920                                | 23 de maio de 1921                                    |                            | XXVII A. Castro                                                                       |
| 110                                      | Domingos Leite Pereira (1882–1956) | XXVIII Pinto                 | 20 de novembro de 1920                                | 23 de maio de 1921                                    |                            |                                                                                       |
| 110                                      | Domingos Leite Pereira (1882–1956) | XXIX Machado                 | 20 de novembro de 1920                                | 23 de maio de 1921                                    |                            |                                                                                       |
| 111                                      | João Carlos de Melo Barreto (3.ª vez) (1873–1935) |                              | 23 de maio de 1921                                    | 8 de outubro de 1921                                  |                            | XXX Barros Queirós                                                                    |
| 111                                      | João Carlos de Melo Barreto (3.ª vez) (1873–1935) | XXXI Granjo                  | 23 de maio de 1921                                    | 8 de outubro de 1921                                  |                            |                                                                                       |
| –                                        | António Ginestal Machado (interino) (1874–1940) |                              | 8 de outubro de 1921                                  | 19 de outubro de 1921                                 |                            |                                                                                       |
| 112                                      | Alberto da Veiga Simões (1888–1954) |                              | 19 de outubro de 1921                                 | 16 de dezembro de 1921                                |                            | XXXII Coelho                                                                          |
| 112                                      | Alberto da Veiga Simões (1888–1954) | XXXIII Maia Pinto            | 19 de outubro de 1921                                 | 16 de dezembro de 1921                                |                            |                                                                                       |
| 113                                      | Júlio Dantas (1876–1962) |                              | 16 de dezembro de 1921                                | 6 de fevereiro de 1922                                |                            | XXXIV Cunha Leal                                                                      |
| 114                                      | José Maria de Vilhena Barbosa de Magalhães (1879–1959) |                              | 6 de fevereiro de 1922                                | 2 de março de 1922                                    |                            | XXXV Silva                                                                            |
| –                                        | Vítor Hugo de Azevedo Coutinho (interino) (1871–1955) |                              | 2 de março de 1922                                    | 28 de março de 1922                                   |                            | XXXV Silva                                                                            |
| –                                        | José Maria de Vilhena Barbosa de Magalhães (continuação) (1879–1959) |                              | 28 de março de 1922                                   | 26 de agosto de 1922                                  |                            | XXXV Silva                                                                            |
| –                                        | Vítor Hugo de Azevedo Coutinho (interino) (1871–1955) |                              | 26 de agosto de 1922                                  | 12 de outubro de 1922                                 |                            | XXXV Silva                                                                            |
| –                                        | José Maria de Vilhena Barbosa de Magalhães (continuação) (1879–1959) |                              | 12 de outubro de 1922                                 | 30 de novembro de 1922                                |                            | XXXV Silva                                                                            |
| 115                                      | Domingos Leite Pereira (2.ª vez) (1882–1956) |                              | 30 de novembro de 1922                                | 15 de novembro de 1923                                |                            | XXXVI Silva                                                                           |
| 115                                      | Domingos Leite Pereira (2.ª vez) (1882–1956) | XXXVII Silva                 | 30 de novembro de 1922                                | 15 de novembro de 1923                                |                            |                                                                                       |
| 116                                      | Júlio Dantas (2.ª vez) (1876–1962) |                              | 15 de novembro de 1923                                | 18 de dezembro de 1923                                |                            | XXXVIII Ginestal Machado                                                              |
| 117                                      | Domingos Leite Pereira (3.ª vez) (1882–1956) |                              | 18 de dezembro de 1923                                | 6 de julho de 1924                                    |                            | XXXIX A. Castro                                                                       |
| 118                                      | Vitorino Henriques Godinho (1878–1962) |                              | 6 de julho de 1924                                    | 22 de novembro de 1924                                |                            | XL Rodrigues Gaspar                                                                   |
| 119                                      | João de Barros (1881–1960) |                              | 22 de novembro de 1924                                | 15 de fevereiro de 1925                               |                            | XLI Domingues dos Santos                                                              |
| 120                                      | Joaquim Pedro Martins (1875–1939) |                              | 15 de fevereiro de 1925                               | 1 de julho de 1925                                    |                            | XLII Guimarães                                                                        |
| –                                        | Albano Augusto de Portugal Durão (não empossado) (1871–1925) |                              | 1 de julho de 1925                                    | 2 de julho de 1925                                    |                            | XLIII Silva                                                                           |
| 121                                      | António Joaquim Machado do Lago Cerqueira (interino) (1880–1945) |                              | 2 de julho de 1925                                    | 1 de agosto de 1925                                   |                            | XLIII Silva                                                                           |
| 122                                      | Vasco Borges (1882–1942) |                              | 1 de agosto de 1925                                   | 29 de maio de 1926                                    |                            | XLIV Pereira                                                                          |
| 122                                      | Vasco Borges (1882–1942) | XLV Silva                    | 1 de agosto de 1925                                   | 29 de maio de 1926                                    |                            |                                                                                       |
| Segunda República (1926–1974)            | |                              |                                                       |                                                       |                            |                                                                                       |
| #                                        | Ministro dos Negócios Estrangeiros (Nascimento–Morte) | Retrato                      | Início do mandato                                     | Fim do mandato                                        | Governo (Chefe de governo) | Governo (Chefe de governo)                                                            |
| Ditadura Militar (1926–1928)             | |                              |                                                       |                                                       |                            |                                                                                       |
| –                                        | Junta de Salvação Pública composta por: José Mendes Cabeçadas Júnior (Presidente) Armando Humberto da Gama Ochoa Jaime Pereira Rodrigues Baptista Carlos de Jesus Vilhena                                                                       |                              | 29 de maio de 1926                                    | 30 de maio de 1926                                    |                            | ——                                                                                    |
| –                                        | José Mendes Cabeçadas Júnior (interino; não empossado) (1883–1965) |                              | 30 de maio de 1926                                    | 1 de junho de 1926                                    |                            | I Mendes Cabeçadas                                                                    |
| –                                        | Armando Humberto da Gama Ochoa (não empossado) (1877–1941) |                              | 1 de junho de 1926                                    | 3 de junho de 1926                                    |                            | I Mendes Cabeçadas                                                                    |
| 123                                      | António Óscar Fragoso Carmona (1869–1951) |                              | 3 de junho de 1926                                    | 6 de julho de 1926                                    |                            | I Mendes Cabeçadas                                                                    |
| 123                                      | António Óscar Fragoso Carmona (1869–1951) | II Gomes da Costa            | 3 de junho de 1926                                    | 6 de julho de 1926                                    |                            |                                                                                       |
| 124                                      | Martinho Nobre de Melo (1891–1985) |                              | 6 de julho de 1926                                    | 9 de julho de 1926                                    |                            |                                                                                       |
| 125                                      | António Maria de Bettencourt Rodrigues (1854–1933) |                              | 9 de julho de 1926                                    | 4 de setembro de 1926                                 |                            | III Carmona                                                                           |
| –                                        | António Óscar Fragoso Carmona (interino) (1869–1951) |                              | 4 de setembro de 1926                                 | 24 de setembro de 1926                                |                            | III Carmona                                                                           |
| –                                        | António Maria de Bettencourt Rodrigues (continuação) (1854–1933) |                              | 24 de setembro de 1926                                | 18 de abril de 1928                                   |                            | III Carmona                                                                           |
| Ditadura Nacional (1928–1933)            | |                              |                                                       |                                                       |                            |                                                                                       |
| –                                        | António Maria de Bettencourt Rodrigues (continuação) (1854–1933) |                              | 18 de abril de 1928                                   | 13 de outubro de 1928                                 |                            | IV Freitas                                                                            |
| –                                        | José Vicente de Freitas (interino) (1869–1952) |                              | 13 de outubro de 1928                                 | 15 de outubro de 1928                                 |                            | IV Freitas                                                                            |
| –                                        | António Maria de Bettencourt Rodrigues (continuação) (1854–1933) |                              | 15 de outubro de 1928                                 | 10 de novembro de 1928                                |                            | IV Freitas                                                                            |
| 126                                      | Aníbal de Mesquita Guimarães (interino) (1882–1952) |                              | 10 de novembro de 1928                                | 19 de dezembro de 1928                                |                            | V Freitas                                                                             |
| 127                                      | Manuel Carlos Quintão Meireles (1880–1962) |                              | 19 de dezembro de 1928                                | 6 de maio de 1929                                     |                            | V Freitas                                                                             |
| –                                        | Aníbal de Mesquita Guimarães (interino) (1882–1952) |                              | 6 de maio de 1929                                     | 28 de maio de 1929                                    |                            | V Freitas                                                                             |
| –                                        | Manuel Carlos Quintão Meireles (continuação) (1880–1962) |                              | 28 de maio de 1929                                    | 8 de julho de 1929                                    |                            | V Freitas                                                                             |
| 128                                      | Artur Ivens Ferraz (interino) (1870–1933) |                              | 8 de julho de 1929                                    | 27 de julho de 1929                                   |                            | VI Ivens Ferraz                                                                       |
| 129                                      | Henrique Trindade Coelho (1885–1934) |                              | 27 de julho de 1929                                   | 16 de agosto de 1929                                  |                            | VI Ivens Ferraz                                                                       |
| 130                                      | Artur Ivens Ferraz (2.ª vez; interino) (1870–1933) |                              | 16 de agosto de 1929                                  | 11 de setembro de 1929                                |                            | VI Ivens Ferraz                                                                       |
| 131                                      | Jaime da Fonseca Monteiro (1870–1938) |                              | 11 de setembro de 1929                                | 16 de outubro de 1929                                 |                            | VI Ivens Ferraz                                                                       |
| –                                        | Luís António de Magalhães Correia (interino) (1873–1960) |                              | 16 de outubro de 1929                                 | 26 de outubro de 1929                                 |                            | VI Ivens Ferraz                                                                       |
| –                                        | Jaime da Fonseca Monteiro (continuação) (1870–1938) |                              | 26 de outubro de 1929                                 | 21 de janeiro de 1930                                 |                            | VI Ivens Ferraz                                                                       |
| 132                                      | Fernando Augusto Branco (1880–1940) |                              | 21 de janeiro de 1930                                 | 9 de setembro de 1930                                 |                            | VII Oliveira                                                                          |
| –                                        | Luís António de Magalhães Correia (interino) (1873–1960) |                              | 9 de setembro de 1930                                 | 4 de outubro de 1930                                  |                            | VII Oliveira                                                                          |
| –                                        | Fernando Augusto Branco (continuação) (1880–1940) |                              | 4 de outubro de 1930                                  | 19 de maio de 1931                                    |                            | VII Oliveira                                                                          |
| –                                        | Luís António de Magalhães Correia (interino) (1873–1960) |                              | 19 de maio de 1931                                    | 15 de junho de 1931                                   |                            | VII Oliveira                                                                          |
| –                                        | Fernando Augusto Branco (continuação) (1880–1940) |                              | 15 de junho de 1931                                   | 22 de janeiro de 1932                                 |                            | VII Oliveira                                                                          |
| –                                        | Luís António de Magalhães Correia (interino) (1873–1960) |                              | 22 de janeiro de 1932                                 | 22 de março de 1932                                   |                            | VII Oliveira                                                                          |
| –                                        | Fernando Augusto Branco (continuação) (1880–1940) |                              | 22 de março de 1932                                   | 11 de junho de 1932                                   |                            | VII Oliveira                                                                          |
| –                                        | Luís António de Magalhães Correia (interino) (1873–1960) |                              | 11 de junho de 1932                                   | 5 de julho de 1932                                    |                            | VII Oliveira                                                                          |
| –                                        | Aníbal de Mesquita Guimarães (interino) (1882–1952) |                              | 5 de julho de 1932                                    | 28 de julho de 1932                                   |                            | VIII Oliveira Salazar                                                                 |
| 133                                      | César de Sousa Mendes do Amaral e Abranches (1885–1955) |                              | 28 de julho de 1932                                   | 11 de abril de 1933                                   |                            | VIII Oliveira Salazar                                                                 |
| Estado Novo (1933–1974)                  | |                              |                                                       |                                                       |                            |                                                                                       |
| 134                                      | José Caeiro da Mata (1877–1963) |                              | 11 de abril de 1933                                   | 7 de junho de 1933                                    |                            | I Oliveira Salazar                                                                    |
| –                                        | Aníbal de Mesquita Guimarães (interino) (1882–1952) |                              | 7 de junho de 1933                                    | 14 de julho de 1933                                   |                            | I Oliveira Salazar                                                                    |
| –                                        | José Caeiro da Mata (continuação) (1877–1963) |                              | 14 de julho de 1933                                   | 20 de fevereiro de 1934                               |                            | I Oliveira Salazar                                                                    |
| –                                        | Aníbal de Mesquita Guimarães (interino) (1882–1952) |                              | 20 de fevereiro de 1934                               | 8 de março de 1934                                    |                            | I Oliveira Salazar                                                                    |
| –                                        | José Caeiro da Mata (continuação) (1877–1963) |                              | 8 de março de 1934                                    | 5 de setembro de 1934                                 |                            | I Oliveira Salazar                                                                    |
| –                                        | Aníbal de Mesquita Guimarães (interino) (1882–1952) |                              | 5 de setembro de 1934                                 | 4 de outubro de 1934                                  |                            | I Oliveira Salazar                                                                    |
| –                                        | José Caeiro da Mata (continuação) (1877–1963) |                              | 4 de outubro de 1934                                  | 27 de março de 1935                                   |                            | I Oliveira Salazar                                                                    |
| 135                                      | Aníbal de Mesquita Guimarães (2.ª vez; interino) (1882–1952) |                              | 27 de março de 1935                                   | 11 de maio de 1935                                    |                            | I Oliveira Salazar                                                                    |
| 136                                      | Armindo Rodrigues de Sttau Monteiro (1896–1955) |                              | 11 de maio de 1935                                    | 24 de novembro de 1936                                |                            | I Oliveira Salazar                                                                    |
| 136                                      | Armindo Rodrigues de Sttau Monteiro (1896–1955) | II Oliveira Salazar          | 11 de maio de 1935                                    | 24 de novembro de 1936                                |                            |                                                                                       |
| 137                                      | António de Oliveira Salazar (interino) (1889–1970) |                              | 6 de novembro de 1936                                 | 4 de fevereiro de 1947                                |                            |                                                                                       |
| 138                                      | José Caeiro da Mata (2.ª vez) (1877–1963) |                              | 4 de fevereiro de 1947                                | 2 de agosto de 1950                                   |                            |                                                                                       |
| 139                                      | Paulo Arsénio Veríssimo da Cunha (1908–1986) |                              | 2 de agosto de 1950                                   | 26 de dezembro de 1956                                |                            |                                                                                       |
| –                                        | Marcelo José das Neves Alves Caetano (interino) (1906–1980) |                              | 26 de dezembro de 1956                                | 11 de fevereiro de 1957                               |                            |                                                                                       |
| –                                        | Paulo Arsénio Veríssimo da Cunha (continuação) (1908–1986) |                              | 11 de fevereiro de 1957                               | 29 de maio de 1957                                    |                            |                                                                                       |
| –                                        | Marcelo José das Neves Alves Caetano (interino) (1906–1980) |                              | 29 de maio de 1957                                    | 27 de junho de 1957                                   |                            |                                                                                       |
| –                                        | Paulo Arsénio Veríssimo da Cunha (continuação) (1908–1986) |                              | 27 de junho de 1957                                   | 14 de agosto de 1958                                  |                            |                                                                                       |
| 140                                      | Marcelo Gonçalves Nunes Duarte Matias (1903–1999) |                              | 14 de agosto de 1958                                  | 4 de maio de 1961                                     |                            |                                                                                       |
| 141                                      | Alberto Marciano Gorjão Franco Nogueira (1918–1993) |                              | 4 de maio de 1961                                     | 6 de outubro de 1969                                  |                            | II Oliveira Salazar                                                                   |
| 141                                      | Alberto Marciano Gorjão Franco Nogueira (1918–1993) | III Caetano                  | 4 de maio de 1961                                     | 6 de outubro de 1969                                  |                            |                                                                                       |
| 142                                      | Marcelo José das Neves Alves Caetano (interino) (1906–1980) |                              | 6 de outubro de 1969                                  | 15 de janeiro de 1970                                 |                            |                                                                                       |
| 143                                      | Rui Manuel de Medeiros d'Espinay Patrício (1932–2024) |                              | 15 de janeiro de 1970                                 | 25 de abril de 1974                                   |                            |                                                                                       |
| Terceira República (1974–presente)       | |                              |                                                       |                                                       |                            |                                                                                       |
| #                                        | Ministro dos Negócios Estrangeiros (Nascimento–Morte) | Retrato                      | Início do mandato                                     | Fim do mandato                                        | Governo (Chefe de governo) | Governo (Chefe de governo)                                                            |
| Junta de Salvação Nacional (1974)        | |                              |                                                       |                                                       |                            |                                                                                       |
| –                                        | Junta de Salvação Nacional composta por: António Sebastião Ribeiro de Spínola (Presidente) Francisco da Costa Gomes Jaime Silvério Marques Manuel Diogo Neto Carlos Galvão de Melo José Baptista Pinheiro de Azevedo António Alva Rosa Coutinho |                              | 25 de abril de 1974                                   | 16 de maio de 1974                                    |                            | ——                                                                                    |
| Governos Provisórios (1974–1976)         | |                              |                                                       |                                                       |                            |                                                                                       |
| 144                                      | Mário Alberto Nobre Lopes Soares (1924–2017) |                              | 15 de maio de 1974                                    | 26 de março de 1975                                   |                            | I Prov. Palma Carlos                                                                  |
| 144                                      | Mário Alberto Nobre Lopes Soares (1924–2017) | II Prov. Gonçalves           | 15 de maio de 1974                                    | 26 de março de 1975                                   |                            |                                                                                       |
| 144                                      | Mário Alberto Nobre Lopes Soares (1924–2017) | III Prov. Gonçalves          | 15 de maio de 1974                                    | 26 de março de 1975                                   |                            |                                                                                       |
| 145                                      | Ernesto Augusto de Melo Antunes (1933–1999) |                              | 26 de março de 1975                                   | 8 de agosto de 1975                                   |                            | IV Prov. Gonçalves                                                                    |
| 146                                      | Mário João de Oliveira Ruivo (1927–2017) |                              | 8 de agosto de 1975                                   | 19 de setembro de 1975                                |                            | V Prov. Gonçalves                                                                     |
| 147                                      | Ernesto Augusto de Melo Antunes (2.ª vez) (1933–1999) |                              | 19 de setembro de 1975                                | 23 de julho de 1976                                   |                            | VI Prov. Pinheiro de Azevedo                                                          |
| Governos Constitucionais (1976-presente) | |                              |                                                       |                                                       |                            |                                                                                       |
| 148                                      | José Manuel de Medeiros Ferreira (1942–2014) |                              | 23 de julho de 1976                                   | 12 de outubro de 1977                                 |                            | I Soares                                                                              |
| 149                                      | Mário Alberto Nobre Lopes Soares (2.ª vez) (1924–2017) |                              | 12 de outubro de 1977                                 | 30 de janeiro de 1978                                 |                            | I Soares                                                                              |
| 150                                      | Victor António Augusto Nunes de Sá Machado (1933–2002) |                              | 30 de janeiro de 1978                                 | 29 de agosto de 1978                                  |                            | II Soares                                                                             |
| 151                                      | Carlos Jorge Mendes Corrêa Gago (1934–2015) |                              | 29 de agosto de 1978                                  | 22 de novembro de 1978                                |                            | III Nobre da Costa                                                                    |
| 152                                      | João Carlos Lopes Cardoso de Freitas Cruz (1925–1984) |                              | 22 de novembro de 1978                                | 3 de janeiro de 1980                                  |                            | IV Mota Pinto                                                                         |
| 152                                      | João Carlos Lopes Cardoso de Freitas Cruz (1925–1984) | V Pintasilgo                 | 22 de novembro de 1978                                | 3 de janeiro de 1980                                  |                            |                                                                                       |
| 153                                      | Diogo Pinto de Freitas do Amaral (1941–2019) |                              | 3 de janeiro de 1980                                  | 9 de janeiro de 1981                                  |                            | VI Sá Carneiro (até 4 dez. 1980) Freitas do Amaral (desde 4 dez. 1980) (interino)     |
| 154                                      | André Roberto Delaunay Gonçalves Pereira (1936–2019) |                              | 9 de janeiro de 1981                                  | 9 de junho de 1982                                    |                            | VII Pinto Balsemão                                                                    |
| 154                                      | André Roberto Delaunay Gonçalves Pereira (1936–2019) | VIII Pinto Balsemão          | 9 de janeiro de 1981                                  | 9 de junho de 1982                                    |                            |                                                                                       |
| 155                                      | Vasco Luís Caldeira Coelho Futscher Pereira (1922–1984) |                              | 9 de junho de 1982                                    | 9 de junho de 1983                                    |                            |                                                                                       |
| 156                                      | Jaime José de Matos da Gama (1947–) |                              | 9 de junho de 1983                                    | 6 de novembro de 1985                                 |                            | IX Soares                                                                             |
| 157                                      | Pedro José Rodrigues Pires de Miranda (1928–2015) |                              | 6 de novembro de 1985                                 | 17 de agosto de 1987                                  |                            | X Cavaco Silva                                                                        |
| 158                                      | João de Deus Rogado Salvador Pinheiro (1945–) |                              | 17 de agosto de 1987                                  | 12 de novembro de 1992                                |                            | XI Cavaco Silva                                                                       |
| 158                                      | João de Deus Rogado Salvador Pinheiro (1945–) | XII Cavaco Silva             | 17 de agosto de 1987                                  | 12 de novembro de 1992                                |                            |                                                                                       |
| 159                                      | José Manuel Durão Barroso (1956–) |                              | 12 de novembro de 1992                                | 28 de outubro de 1995                                 |                            |                                                                                       |
| 160                                      | Jaime José de Matos da Gama (2.ª vez) (1947–) |                              | 28 de outubro de 1995                                 | 6 de abril de 2002                                    |                            | XIII Guterres                                                                         |
| 160                                      | Jaime José de Matos da Gama (2.ª vez) (1947–) | XIV Guterres                 | 28 de outubro de 1995                                 | 6 de abril de 2002                                    |                            |                                                                                       |
| #                                        | Ministro dos Negócios Estrangeiros e das Comunidades Portuguesas (Nascimento–Morte) | Retrato                      | Início do mandato                                     | Fim do mandato                                        | Governo (Chefe de governo) | Governo (Chefe de governo)                                                            |
| 161                                      | António Manuel de Mendonça Martins da Cruz (1946–) |                              | 6 de abril de 2002                                    | 9 de outubro de 2003                                  |                            | XV Durão Barroso                                                                      |
| 162                                      | Maria Teresa Pinto Basto [Patrício] [de] Gouveia (1946–) |                              | 9 de outubro de 2003                                  | 17 de julho de 2004                                   |                            | XV Durão Barroso                                                                      |
| 163                                      | António Vítor Martins Monteiro (1944–) |                              | 17 de julho de 2004                                   | 12 de março de 2005                                   |                            | XVI Santana Lopes                                                                     |
| #                                        | Ministro de Estado e dos Negócios Estrangeiros (Nascimento–Morte) | Retrato                      | Início do mandato                                     | Fim do mandato                                        | Governo (Chefe de governo) | Governo (Chefe de governo)                                                            |
| 164                                      | Diogo Pinto de Freitas do Amaral (2.ª vez) (1941–2019) |                              | 12 de março de 2005                                   | 3 de julho de 2006                                    |                            | XVII Sócrates                                                                         |
| 165                                      | Luís Filipe Marques Amado (1953–) |                              | 3 de julho de 2006                                    | 21 de junho de 2011                                   |                            | XVII Sócrates                                                                         |
| 165                                      | Luís Filipe Marques Amado (1953–) | XVIII Sócrates               | 3 de julho de 2006                                    | 21 de junho de 2011                                   |                            |                                                                                       |
| 166                                      | Paulo de Sacadura Cabral Portas (1962–) |                              | 21 de junho de 2011                                   | 24 de julho de 2013                                   |                            | XIX Passos Coelho                                                                     |
| 167                                      | Rui Manuel Parente Chancerelle de Machete (1940–) |                              | 24 de julho de 2013                                   | 26 de novembro de 2015                                |                            | XIX Passos Coelho                                                                     |
| 167                                      | Rui Manuel Parente Chancerelle de Machete (1940–) | XX Passos Coelho             | 24 de julho de 2013                                   | 26 de novembro de 2015                                |                            |                                                                                       |
| #                                        | Ministro dos Negócios Estrangeiros (Nascimento–Morte) | Retrato                      | Início do mandato                                     | Fim do mandato                                        | Governo (Chefe de governo) | Governo (Chefe de governo)                                                            |
| 168                                      | Augusto Ernesto dos Santos Silva (1956–) |                              | 26 de novembro de 2015                                | 26 de outubro de 2019                                 |                            | XXI Costa                                                                             |
| #                                        | Ministro de Estado e dos Negócios Estrangeiros (Nascimento–Morte) | Retrato                      | Início do mandato                                     | Fim do mandato                                        | Governo (Chefe de governo) | Governo (Chefe de governo)                                                            |
| –                                        | Augusto Ernesto dos Santos Silva (continuação) (1956–) |                              | 26 de outubro de 2019                                 | 28 de março de 2022                                   |                            | XXII Costa                                                                            |
| 169                                      | António Luís Santos da Costa (1961–) |                              | 28 de março de 2022                                   | 30 de março de 2022                                   |                            | XXII Costa                                                                            |
| #                                        | Ministro dos Negócios Estrangeiros (Nascimento–Morte) | Retrato                      | Início do mandato                                     | Fim do mandato                                        | Governo (Chefe de governo) | Governo (Chefe de governo)                                                            |
| 170                                      | João Titterington Gomes Cravinho (1964–) |                              | 30 de março de 2022                                   | 2 de abril de 2024                                    |                            | XXIII Costa                                                                           |
| #                                        | Ministro de Estado e dos Negócios Estrangeiros (Nascimento–Morte) | Retrato                      | Início do mandato                                     | Fim do mandato                                        | Governo (Chefe de governo) | Governo (Chefe de governo)                                                            |
| 171                                      | Paulo Artur dos Santos de Castro de Campos Rangel (1968–) |                              | 2 de abril de 2024                                    | presente                                              |                            | XXIV Montenegro                                                                       |
| 171                                      | Paulo Artur dos Santos de Castro de Campos Rangel (1968–) | XXV Montenegro               | 2 de abril de 2024                                    | presente                                              |                            |                                                                                       |

### Lista de ministros dos Negócios Estrangeiros vivos
| Nome                      | Mandato(s)           | Idade              |
| ------------------------- | -------------------- | ------------------ |
| Jaime Gama                | 1983–1985; 1995–2002 | 77 anos e 361 dias |
| João de Deus Pinheiro     | 1987–1992            | 79 anos e 328 dias |
| José Manuel Durão Barroso | 1992–1995            | 69 anos e 73 dias  |
| António Martins da Cruz   | 2002–2003            | 78 anos e 158 dias |
| Teresa Patrício Gouveia   | 2003–2004            | 78 anos e 328 dias |
| António Monteiro          | 2004–2005            | 81 anos e 133 dias |
| Luís Amado                | 2006–2011            | 71 anos e 260 dias |
| Paulo Portas              | 2011–2013            | 62 anos e 265 dias |
| Rui Machete               | 2013–2015            | 85 anos e 58 dias  |
| Augusto Santos Silva      | 2015–2022            | 68 anos e 288 dias |
| António Costa             | 2022                 | 63 anos e 322 dias |
| João Gomes Cravinho       | 2022–2024            | 60 anos e 353 dias |
| Paulo Rangel              | 2024–                | 57 anos e 106 dias |